# 肥後豊田駅
肥後豊田駅（ひごとよだえき）は、かつて熊本県鹿本郡植木町（現・熊本市北区）豊田にあった山鹿温泉鉄道の駅（廃駅）である。

## 歴史
- 1917年（大正7年）12月22日：鹿本鉄道（後の山鹿温泉鉄道）の駅として開業。
- 1965年（昭和40年）2月4日：全線廃止に伴い廃止。

## 駅構造
2面2線のホームを有する地上駅。植木駅寄りには貨物側線を有していた。線内で運転取扱を行う有人駅のひとつで、駅舎を有していた。

## 駅周辺
- 国道3号
- 熊本県道53号植木インター菊池線
- 熊本県道330号熊本山鹿自転車道線（鉄道廃線転用道路）
- 産交バス「豊田」停留所
- 植木町立吉松小学校

## 現在
- 当駅跡は現在、自転車道｢ゆうかファミリーロード｣の豊田駐輪場として使われている。

## 隣の駅
山鹿温泉鉄道
山鹿温泉鉄道線
今藤駅 - 肥後豊田駅 - 舟島駅